# Planning familial en Iran
Dans les années 1980, des estimations montraient que la population de l'Iran atteindrait 108 millions en 2006. En fait, l'Iran a réussi à gérer la croissance de sa population avec des estimations qui donnent une population d'environ 70 millions pour 2006. Cette gestion a été menée grâce à un planning familial efficace.
En 2013, l'ayatollah Ali Khamenei affirme que ses précédentes prises de position pour contrôler la natalité étaient des erreurs et annonce un changement de cap.

## Influence de la guerre: hausse de la natalité
Pendant la guerre Iran-Irak (1980 - 1988), une population importante était considérée comme un avantage pour l'Iran. L'Ayatollah Khomeini a donc encouragé la natalité afin de renflouer les rangs des « soldats de l'Islam », ayant pour but de créer une « armée de 20 millions de personnes »[réf. nécessaire].
Cette position a, de ce fait, causé un taux de croissance de la population de plus de 3 %. Les données des Nations unies montrent que la population de l'Iran a doublé en 20 ans, passant de 27 millions en 1968 à 55 millions en 1988.

## À partir du début des années 1990: forte baisse de natalité
En ce début de XXIe siècle, des changements significatifs se sont opérés et le taux de croissance de la population est passé de 3,2 % en 1986 à 1,2 % en 2001. C'est l'une des baisses les plus rapides jamais enregistrées. En réduisant la croissance de sa population à ce niveau, l'Iran a fait émerger un modèle pour les pays qui veulent limiter le risque de surpopulation[réf. nécessaire].
Cette baisse rapide de la croissance a été atteinte grâce à une combinaison de plusieurs méthodes.
En 1993, l'Iran a abandonné certaines allocations familiales pour les couples qui avaient plus de trois enfants. D'après la BBC, l'Iran serait le seul pays du monde où l'on exige que les hommes et les femmes suivent des classes leur enseignant la contraception avant de pouvoir obtenir un certificat de mariage.
De plus, l'Iran a rendu les préservatifs et les pilules contraceptives largement disponibles. Les pilules contraceptives sont disponibles dans toutes les pharmacies d'Iran, et le gouvernement donne gratuitement des préservatifs dans les cliniques et hôpitaux de tout le pays.

## Années 2010: rejet du planning familial
En avril 2010, Mahmoud Ahmadinejad déclare : « La politique d'encourager deux enfants par famille est une mauvaise politique que les pays occidentaux ont adoptée ».
L'ayatollah Ali Khamenei a aussi vivement critiqué la politique de contrôle des naissances, jugée trop occidentale : « Si nous continuons comme ça, nous serons un pays de personnes âgées dans un futur pas si lointain ». En 2013, Khamenei reconnaît que ses précédentes prises de position pour contrôler la natalité étaient des erreurs et annonce un changement de cap.
Depuis 2014, les mesures visant à inverser la baisse du taux de natalité comprennent : l'interdiction des formes de contraception permanente,le remplacement des slogans de santé publique qui faisaient l'éloge de « Moins d'enfants, une vie meilleure » par des panneaux d'affichage qui montrent des familles nombreuses et heureuses juxtaposées à de petites familles tristes ; couper les budgets des préservatifs subventionnés et de la planification familiale ; augmenter les congés de paternité et de maternité déjà généreux. Cependant, d'autres ont suggéré qu'une population nombreuse de jeunes avec de faibles perspectives d'emploi pourrait en fait créer de plus grands problèmes à l'avenir qu'une population vieillissante.